# Metropolis (videogioco 1989)
Metropolis è un videogioco picchiaduro pubblicato nel 1989 per Amstrad CPC, Commodore 64, MSX e ZX Spectrum dall'azienda spagnola Topo Soft. È ambientato nell'ultima metropoli sopravvissuta al disastro nucleare, ormai in degrado e in preda all'anarchia, e il protagonista è un eroe armato di spada e scudo. Secondo la banca dati ZXDB è ispirato non ufficialmente all'arcade Trojan.

## Modalità di gioco
Il gioco si svolge per le strade e dentro i palazzi della città, mostrati come una serie di schermate collegate in orizzontale o meno frequentemente in verticale tramite ascensori. Le schermate hanno visuale bidimensionale di lato e possono esserci piattaforme. Il giocatore controlla l'eroe Geitor e il suo obiettivo è raggiungere il quartier generale della fazione che vuole riportare l'ordine nella città, situato in cima a un palazzo, ma prima deve distruggere cinque carri armati nucleari situati in vari punti del percorso, che non è sempre lineare.
Geitor può camminare in orizzontale, abbassarsi, saltare. Con la spada può sferrare colpi laterali o alti, con lo scudo può ripararsi ai lati o sopra, respingendo anche i proiettili verso i nemici. Ha una sola vita con una barra di energia, che si può lentamente ricaricare uccidendo nemici, mentre non è presente il punteggio.
Lungo tutto il percorso si devono affrontare tre tipi di nemici a piedi: i Guerrieri della morte, armati di spada e scudo similmente a Geitor; i Dartfire, mostruosi mutanti in grado di sparare palle di fuoco; e le donne guerriere Girlkiller. Può essere letale anche cadere dai piani superiori. Quando si incontra uno dei carri armati, per sconfiggerlo è sufficiente resistere per un certo tempo ai suoi colpi e ai nemici che lo proteggono.